# Llei d'Ohm

V, I i R, els paràmetres de la llei d'Ohm

La llei d'Ohm estableix que el corrent que travessa un circuit elèctric és directament proporcional a la diferència de potencial que hi ha entre els seus extrems i inversament proporcional a la resistència del circuit.
En termes matemàtics la llei s'expressa per mitjà de l'equació:
{\displaystyle I={\frac {V}{R}}}
on V és la caiguda de voltatge o diferència de potencial i I és el corrent. L'equació dona com a resultat la constant de proporcionalitat R, que és la resistència elèctrica del circuit.
Per a components com les resistències la llei es compleix per un gran interval de valors de corrent i voltatge, però en depassar certs límits es perd la proporcionalitat directa per efecte de la temperatura dissipada pel circuit per efecte Joule
Al Sistema Internacional d'Unitats la unitat utilitzada pel corrent és l'ampere (simbolitzat com A), per la diferència de potencial és el volt (simbolitzat com V) i per a la resistència s'utilitza l'ohm (simbolitzat Ω).
Aquesta llei va rebre el seu nom en homenatge al seu descobridor, el físic alemany Georg Ohm, que el 1827 va publicar en un tractat les seves experiències i mesures resultants d'aplicar diferents voltatges i corrents a circuits simples amb diferents longituds de cable. L'equació que va presentar per explicar els seus resultats experimentals era més complexa que la que es presenta més amunt, que no va existir fins que el 1864 es va definir una unitat per a la resistència elèctrica.

## Descripció elemental de la llei d'Ohm a un circuit
Els circuits elèctrics estan formats per components connectats per mitjà de cables o d'altres tipus de conductors. El diagrama que il·lustra aquest article mostra un dels circuits més simples que es poden construir. Una font de tensió és representada per un cercle amb els signes + i - que indiquen els pols o extrems d'una bateria. L'altre component correspon a una resistència elèctrica (component) i apareix representada com una línia en ziga-zaga, la lletra R que hi ha al seu costat representa la resistència elèctrica (propietat) del component elèctric anomenat resistència. Un extrem de la resistència és connectat a l'extrem positiu de la font de tensió per mitjà d'un conductor amb resistència negligible, a través del conductor passa un corrent I en el sentit que indica la fletxa. L'altre extrem de la resistència és connectat a l'extrem negatiu de la font de tensió, també per mitjà d'un conductor. Aquesta configuració forma un circuit complet perquè tot el corrent que deixa un extrem de la font de tensió retornarà a través de l'altre extrem.
El voltatge és la força elèctrica que mou els electrons (carregats negativament) a través dels conductors i components elèctrics, el corrent elèctric és la taxa del flux d'electrons, i la resistència és la propietat del component resistència (o altre component que segueixi la llei d'Ohm) de limitar el corrent en un determinat valor que és proporcional al voltatge aplicat als seus extrems. Així, per a una determinada resistència R (en ohms), i una determinada diferència de potencial o voltatge V (en volts) establert entre els extrems de la resistència, la llei d'Ohm proporciona l'equació I=V/R per calcular el flux de corrent a través de la resistència (o altre component).
Les resistències són conductors que disminueixen el flux de les càrregues elèctriques. Una resistència (component) amb un valor alt de resistència (propietat), de més de 10 MΩ (megaohms) per exemple, serà un conductor relativament dolent, mentre que una altra amb una resistència petita, de menys de 0,1 Ω (ohm) per exemple, serà un bon conductor.
A un circuit com el del diagrama de la imatge, els diferents components poden estar units per mitjà de connectors, soldats o qualsevol altre tipus d'unió que permeti el pas del corrent, però per simplicitat aquestes connexions no es mostren.

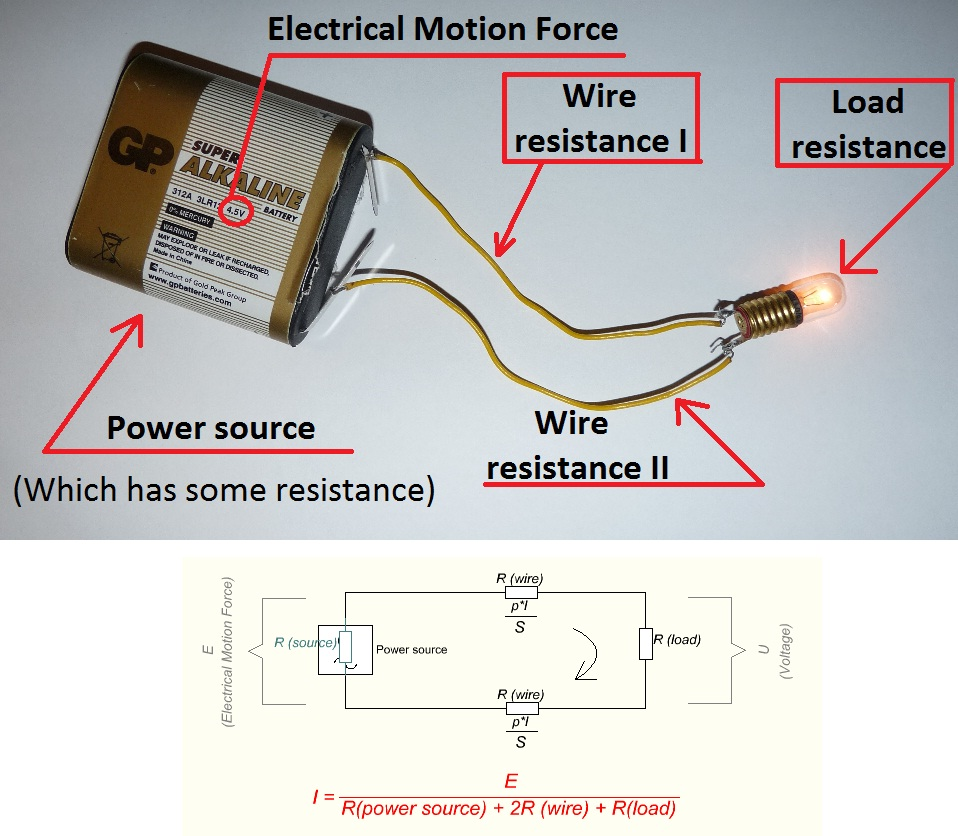
Exemple d'una llanterna

## Generalització de la llei d'Ohm
En física s'utilitza habitualment la forma continua de la llei d'Ohm:
{\displaystyle \mathbf {J} =\sigma \cdot \mathbf {E} }
on J és la densitat de corrent (corrent per unitat d'àrea), σ és la conductivitat elèctrica (que pot ser un tensor en el cas dels materials anisotròpics) i E és el camp elèctric.
La forma {\displaystyle V=I\cdot R}, que s'utilitza en el disseny de circuits, és la versió macroscòpica de la llei.
La forma continua de l'equació només és vàlida en el sistema de referència del material conductor. Si el material es mou a una velocitat v relativa a una camp magnètic B, caldrà afegir un terme a l'equació:
{\displaystyle \mathbf {J} =\sigma \cdot \left(\mathbf {E} +\mathbf {v} \times \mathbf {B} \right)}
L'analogia amb la força de Lorentz és òbvia, i de fet, la llei d'Ohm es pot derivar de la força de Lorentz.
Un metall perfecte no tindria resistivitat, però un metall real presenta defectes cristal·lins, impureses, múltiples isòtops i moviment tèrmic dels àtoms. Els electrons col·lideixen amb tot això i en resulta una resistència al seu flux.
La llei d'Ohm és suficient per derivar les dues lleis de Kirchhoff, la llei dels nodes i la llei de les malles. Analitzarem només la part dreta de l'equació:
{\displaystyle \sigma E\,}
i calculant la integral de línia al voltant del contorn tancat:
{\displaystyle \int {\sigma E\cdot dl}}
Aplicant el teorema de Stokes, podem escriure sobre la superfície limitada pel contorn:
{\displaystyle \int _{S}{\sigma \nabla \times E\cdot dA}}
però, com E és el gradient d'un potencial escalar, donarà:
{\displaystyle \int _{S}\sigma \nabla \times \left(\nabla (\phi )\right)\cdot dA}
i com els gradients són irrotacionals, tenim:
{\displaystyle \int _{S}\sigma \times {\vec {0}}\cdot dA}
i així es demostra la llei dels nodes de Kirchhoff. Tornant a la formulació original de la llei d'Ohm:
{\displaystyle J=\sigma E\,}
i tornant a fer la integral de línia al voltant del contorn tancat un altre cop:
{\displaystyle \int J\cdot dl=\oint \sigma E\cdot dl}
i recordant que a les equacions de Maxwell {\displaystyle curl(H)=J}:
{\displaystyle \int \nabla \times (H)\cdot dl=\int \sigma E\cdot dl}
apliquem el teorema de Stokes per obtenir:
{\displaystyle \int _{S}H\cdot dA=\oint \sigma E\cdot dl}
A partir la nostra derivació precedent, sabem que la part dreta de l'equació és zero:
{\displaystyle \int _{S}H\cdot dA=0}
d'aquesta manera demostrem que el flux net de corrent a través d'una superfície oberta és zero, el que reafirma la llei dels nodes de Kirchhoff.

## Efectes de la temperatura
Quan la temperatura d'un conductor s'incrementa, les col·lisions entre els electrons i els àtoms s'incrementen. Així, normalment, a mesura que una substància s'escalfa a causa del flux del corrent elèctric que la travessa (o a causa d'un procés d'escalfament), la resistència s'incrementarà.
L'excepció són els semiconductors. La resistència d'una substància òhmica dependrà de la temperatura segons la següent relació:
{\displaystyle R={\frac {L}{A}}\cdot \rho ={\frac {L}{A}}\cdot \rho _{0}(\alpha (T-T_{0})+1)}
on ρ és la resistivitat, L és la longitud del conductor, A és l'àrea de la secció transversal del conductor, T és la seva temperatura, {\displaystyle T_{0}} és una temperatura de referència (normalment la de l'habitació), i {\displaystyle \rho _{0}} i {\displaystyle \alpha } són constants específiques del material. A l'expressió anterior s'ha assumit que L i A romanen invariables a l'interval de temperatures.
Cal dir que la dependència de la temperatura no farà que una substància esdevingui no-òhmica, a partir d'una determinada temperatura R no variarà amb el voltatge o el corrent ({\displaystyle V/I=\mathrm {constant} }).
Els semiconductors intrínsecs mostren un comportament oposat respecte a la temperatura, esdevenint millors conductors a mesura que s'incrementa la temperatura. Això passa perquè els electrons són empesos cap a la banda de conducció per l'energia tèrmica, on poden fluir sense entrebancs i en fer això, deixen darrere seu un forat a la banda de valència que també poden fluir lliurement.
Els semiconductors extrínsecs tenen un comportament molt més complex respecte a la temperatura. En primer lloc, els electrons (o els forats) en deixar els donants (o els receptors) donen una disminució de la resistència. Després hi ha una fase força plana a la qual funciona el semiconductor i a la que gairebé tots els donats (o receptors) han perdut els seus electrons (o forats) però el nombre d'electrons que han saltat de nivell d'energia és negligible comparat amb el nombre d'electrons (o forats) dels donants (o receptors). Finalment, quan la temperatura s'incrementa més, els portadors que salten de nivell d'energia esdevenen l'estat dominant i el material comença a comportar-se com un semiconductor intrínsec.

## Circuits de corrent altern
En el cas d'un circuit elèctric que utilitza corrent altern, la llei d'Ohm s'ha d'escriure com
{\displaystyle \mathbf {V} =\mathbf {I} \cdot \mathbf {Z} }
on V i I són respectivament el fasor de voltatge oscil·lant i el corrent, i Z 
és la impedància complexa per a la freqüència d'oscil·lació.
A una línia de transmissió, la forma del fasor de la llei d'Ohm anteriorment mostrada es trenca 
a causa de les reflexions. A una línia de transmissió amb pèrdua zero, la relació del voltatge i el corrent segueixen aquesta complicada expressió:
{\displaystyle Z(d)=Z_{0}{\frac {Z_{L}+jZ_{0}\tan(\beta d)}{Z_{0}+jZ_{L}\tan(\beta d)}}}
on d és la distància entre la impedància de càrrega {\displaystyle Z_{L}} mesurada en longitud d'ona, 
β és el nombre d'ona de la línia, i {\displaystyle Z_{0}} impedància característica de la línia.

## Context històric

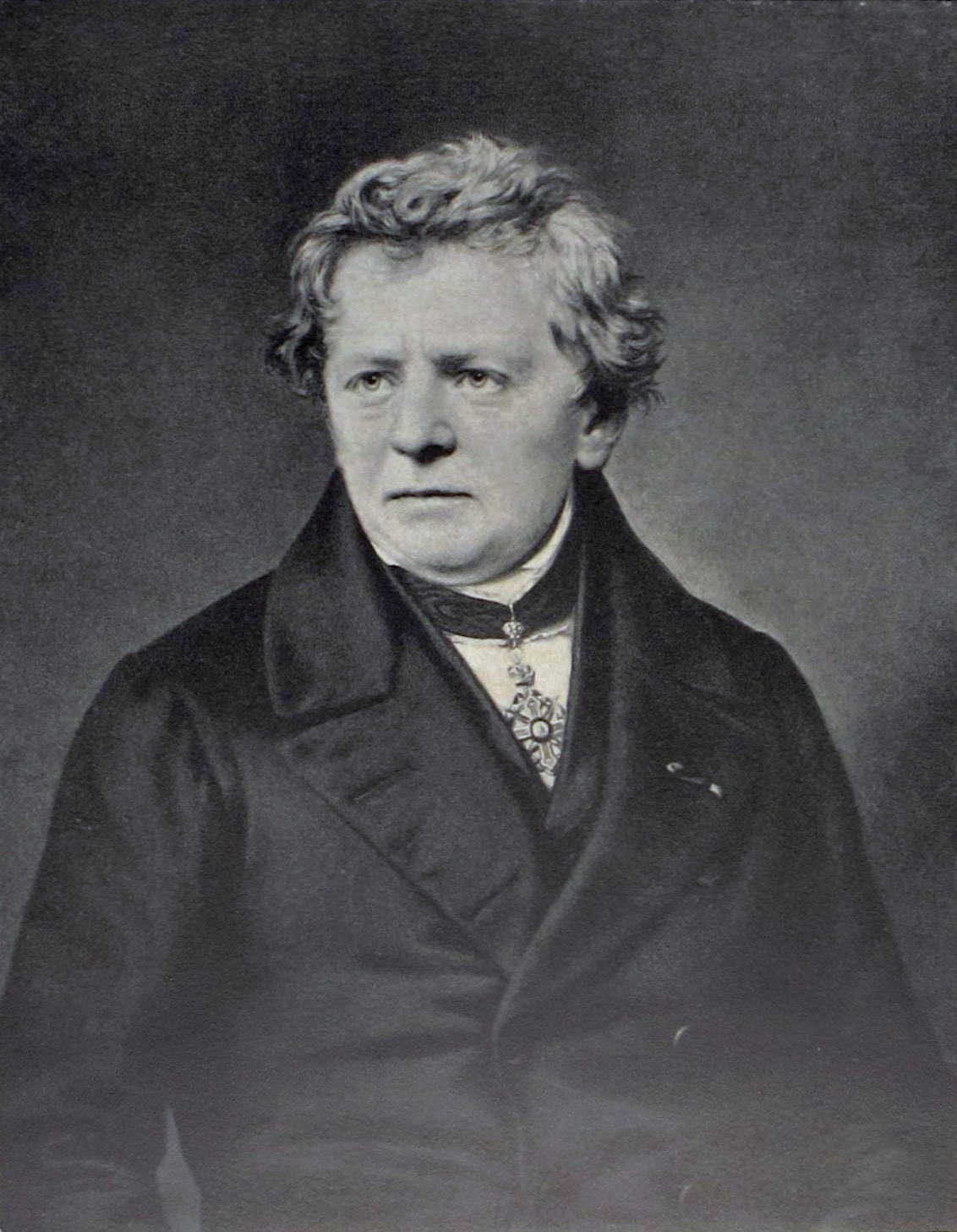
Retrat de Georg Simon Ohm

Georg Simon Ohm va néixer a Erlangen (Alemanya) el 16 de març de 1789 al si d'una família protestant, i des de molt jove va treballar a la serralleria del seu pare, el qual també feia les vegades de professor del seu fill. Després del seu pas per la universitat va dirigir l'Institut Politècnic de Nuremberg i va fer classes de física experimental a la Universitat de Munic fins al final de la seva vida. Va morir en aquesta última ciutat el 6 de juliol de 1854.
Posant a prova la seva intuïció en la física experimental va aconseguir introduir i quantificar la resistència elèctrica. Ohm és mundialment conegut gràcies a la seva formulació de la relació entre intensitat de corrent, diferència de potencial i resistència que constitueix la llei d'Ohm, per això la unitat de resistència elèctrica es va denominar ohm en el seu honor.
Va patir durant molt de temps la reticència dels mitjans científics europeus per acceptar les seves idees, però finalment la Real Societat de Londres el va premiar amb la Medalla Copley en 1841 i la Universitat de Múnic li va atorgar la càtedra de Física en 1849.
En 1840 va estudiar les pertorbacions sonores en el camp de l'acústica fisiològica (llei d'Ohm-Helmholtz) i a partir de 1852 va centrar la seva activitat en els estudis de caràcter òptic, en especial en els fenòmens d'interferència.

### Experiments i articles publicats

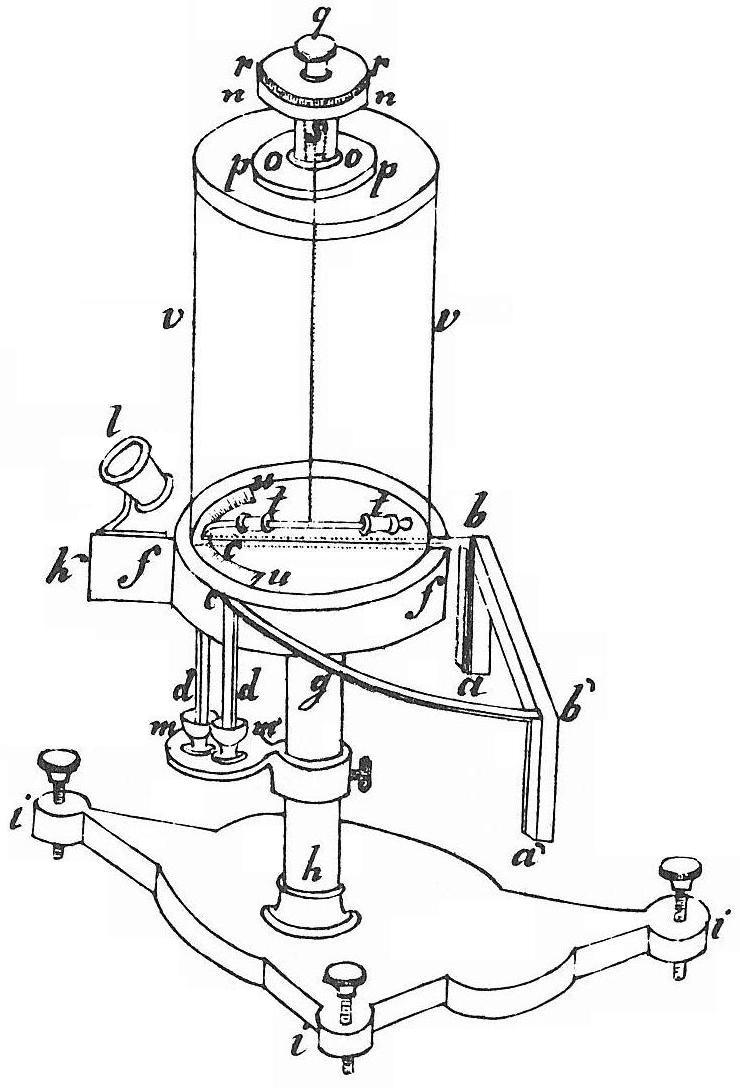
Balança de torsió d'Ohm

Anys abans que Ohm enunciés la seva llei, altres científics havien realitzat experiments amb el corrent elèctric i la tensió. Destaca el cas del britànic Henry Cavendish, que va experimentar amb l'ampolla de Leyden en 1781, però no va arribar a publicar les seves conclusions, fins que gairebé 100 anys després, en 1879, James Clerk Maxwell les va publicar.
Actualment, es disposa de molts instruments que permeten mesurar amb precisió la tensió (voltatge) i el corrent elèctric, però al segle xix molts dispositius, tals com la pila Daniell i la pila d'artesa, no estaven disponibles. Els aparells que mesuraven la tensió i el corrent de l'època no eren suficients per obtenir lectures necessàries per al desenvolupament de la fórmula que Georg S. Ohm volia obtenir.
És per això que Ohm, mitjançant els descobriments que altres investigadors van realitzar anteriorment, va crear i va modificar dispositius ja fabricats per dur a terme els seus experiments. La balança de torsió de Coulomb és un d'aquests aparells; va ser descrit per Ohm al seu article «Vorläufige Anzeige des Gesetzes, nach welchem Metalle die Contactelectricität leiten», publicat el 1825 als Anals de la Física. Ohm va incloure a la balança una barra magnètica gràcies als avenços de Hans Christian Ørsted, que el 1819 va descobrir que un cable conductor pel qual fluïa un corrent elèctric desviava una agulla magnètica situada a les seves proximitats. Amb això i diversos cables de diferents longituds i gruix, una pila voltaica i recipients de mercuri, va poder crear un circuit en què buscava relacionar matemàticament la disminució de la força electromagnètica creada per un corrent que flueix per un cable i la longitud del cable.
Mitjançant aquest circuit va arribar a trobar una expressió que representava correctament totes les dades obtingudes:

{\displaystyle V=0.41\log(1+x)}

Aquesta relació la va posar en dubte el mateix Georg Ohm; no obstant això, va ser la primera expressió documentada que el va portar a la relació entre el corrent {\displaystyle I}, la tensió {\displaystyle V} i la resistència {\displaystyle R} d'un circuit: la llei d'Ohm, publicada el 1827 a l'article «El circuit galvànic, analitzat matemàticament» («Die galvanische Kette, mathematisch bearbeitet»):
Aquest últim article va rebre una acollida tan freda que el va impulsar a presentar la renúncia al seu càrrec de professor de matemàtiques al col·legi jesuïta de Colònia. Finalment, el 1833 va acceptar una plaça a l'Escola Politècnica de Nuremberg en què va seguir investigant.